# Armenische Basketballnationalmannschaft der Damen
Die armenische Basketballnationalmannschaft der Damen vertritt Armenien im internationalen Basketball und wird vom nationalen Basketballverband BFA (englisch Basketball Federation of Armenia) organisiert.
Armenien wurde 1992 Mitglied der FIBA, nachdem es 1991 mit dem Zerfall der Sowjetunion seine Unabhängigkeit erlangt hatte. Davor traten in Armenien geborene Spielerinnen für die Nationalmannschaft der Sowjetunion an. Obwohl Armenien geografisch in Vorderasien liegt, ist der Basketballverband Mitglied der FIBA Europa.
Bisher konnte sich die Mannschaft noch zu keinem größeren internationalen Wettbewerb qualifizieren.

## Abschneiden bei internationalen Wettbewerben

### Olympische Spiele
| - keine |

### Weltmeisterschaften
| - keine |

### Europameisterschaften
| - keine |

## Kader
Eine Übersicht des Kaders findet sich beispielsweise auf dem Internetportal eurobasket.com (s. Abschnitt Weblinks).